# Harold Acton
Sir Harold Mario Mitchell Acton CBE (Florença, 5 de julho de 1904 – Ibidem, 27 de fevereiro de 1994) foi um escritor, acadêmico e esteta britânico, membro proeminente do Bright Young Things. Escreveu ficção, biografia, história e autobiografia. Durante sua estadia na China, estudou a língua chinesa, teatro tradicional e poesia, algumas das quais traduziu.
Ele nasceu perto de Florença, Itália, em uma proeminente família anglo-italiana. No Eton College, ele foi um membro fundador da Eton Arts Society antes de ir para Oxford para estudar política, filosofia e economia na Christ Church. Ele co-fundou a revista de vanguarda The Oxford Broom e se misturou com muitas figuras intelectuais e literárias da época, incluindo Evelyn Waugh, que baseou parte do personagem Anthony Blanche de Retorno a Brideshead em Acton. Entre as guerras, Acton viveu em Paris, Londres e Florença, provando ser mais bem-sucedido como historiador, sendo sua obra-prima um estudo de três volumes sobre os Médici e os Bourbons.
Depois de servir como oficial de ligação da Força Aérea Real no Mediterrâneo, ele retornou a Florença, restaurando sua casa de infância, Villa La Pietra, à sua antiga glória. Acton foi nomeado Cavaleiro em 1974 e morreu em Florença, deixando La Pietra para a Universidade de Nova Iorque.

## Biografia

### Família

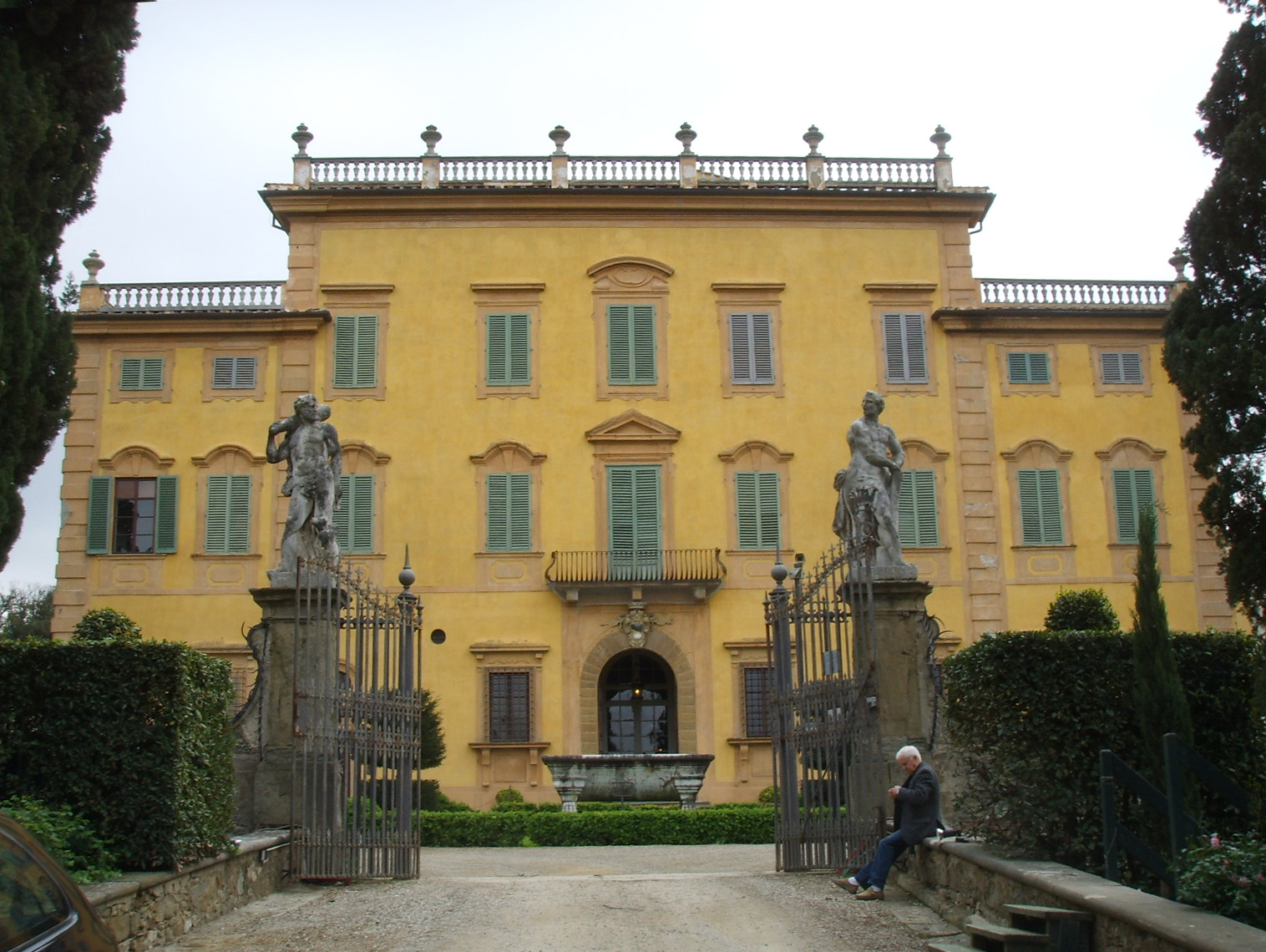
Vila La Pietra em 2005.

Acton nasceu em uma proeminente família anglo-italiana de baronetes, mais tarde elevado à nobreza como Barões Acton de Aldenham na Villa La Pietra, a casa de seus pais a uma milha dos muros de Florença, Itália. Ele alegou que seu tataravô era o Comodoro Sir John Acton, 6º Baronete (1736–1811), que se casou com sua sobrinha, Mary Anne Acton, e que foi primeiro-ministro do Reino de Nápoles sob Fernando IV e avô do historiador Lorde Acton. Contudo, tal alegação foi refutada; Harold Acton de fato descendia do irmão de Sir John Acton, o General Joseph Edward Acton (1737–1830). Ambos os irmãos serviram na Itália e são da família Shropshire de Actons.
Seu pai era o bem-sucedido colecionador e negociante de arte Arthur Acton (1873–1953), filho ilegítimo de Eugene Arthur Roger Acton (1836–1895) e conselheiro do Ministério da Agricultura e Comércio do Egito.  Sua mãe, Hortense Lenore Mitchell (1871–1962), era herdeira de John J. Mitchell, presidente do Illinois Trust and Savings Bank, membro nomeado do Conselho Consultivo Federal,[carece de fontes?] e administrador do Instituto de Arte de Chicago (de 1908 até 1909). Arthur Acton conheceu Hortense em Chicago enquanto ajudava a projetar as características italianas do novo prédio do banco em 1896, e a fortuna de Mitchell permitiu que Arthur Acton comprasse a notável Villa La Pietra nas colinas de Florença, onde Harold Acton viveu grande parte de sua vida. Os únicos móveis modernos da residência estavam nos quartos das crianças e foram descartados quando as crianças cresceram (o irmão mais novo de Harold, William Acton, nasceu em 1906).

### Educação e carreira
Seus primeiros estudos foram na escola particular da Srta. Penrose, em Florença. Em 1913, seus pais o enviaram para a Escola Preparatória Wixenford, perto de Reading, no sul da Inglaterra,:17 onde Kenneth Clark era um colega de classe. Em 1916, ataques de submarinos a navios tornaram a viagem para a Inglaterra insegura e, portanto, Harold e seu irmão foram enviados em setembro para o Chateau de Lancy, uma escola internacional perto de Genebra. No outono de 1917, ele foi para uma escola preparatória em Ashlawn, em Kent, para se preparar para Eton College, onde ingressou em 1 de maio de 1918. Entre seus contemporâneos em Eton estavam Eric Blair (o escritor George Orwell), Cyril Connolly, Robert Byron, Alec Douglas-Home, Ian Fleming, Brian Howard, Oliver Messel, Anthony Powell, Steven Runciman e Henry Yorke (o romancista Henry Green). Em seus últimos anos na escola, Acton se tornou um membro fundador da Eton Arts Society, e onze de seus poemas apareceram em The Eton Candle, editado por seu amigo Brian Howard.

#### Anos em Oxford

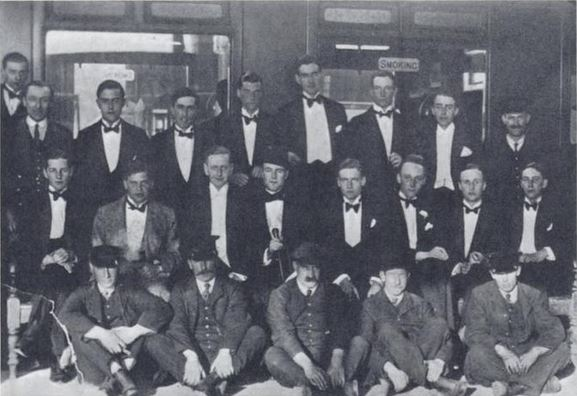
Railway Club em Oxford, idealizado por John Sutro, presidido por Harold Acton. Da esquerda para a direita (atrás): Henry Yorke, Roy Harrod, Henry Weymouth, David Plunket Greene, Harry Stavordale, Brian Howard. Centro: Michael Rosse, John Sutro, Hugh Lygon, Harold Acton, Bryan Guinness, Patrick Balfour, Mark Ogilvie-Grant, Johnny Drury-Lowe. Frente: porteiros.

Em outubro de 1923, Acton foi para Oxford para estudar política, filosofia e economia na Christ Church. Foi da sacada de seus aposentos no Meadow Buildings que ele declamou trechos de The Waste Land através de um megafone (um episódio recontado em Retorno a Brideshead, através do personagem Anthony Blanche). Enquanto estava em Oxford, ele cofundou a revista de vanguarda The Oxford Broom e publicou seu primeiro livro de poemas, Aquarium (1923). Acton foi considerado uma figura de liderança de sua época e frequentemente recebia mais atenção nas memórias do período do que homens que foram muito mais bem-sucedidos na vida adulta; por exemplo, o dramaturgo galês Emlyn Williams descreveu esse encontro com Acton em sua autobiografia George (1961):
| “ | Curvando-se com a cortesia de outra época e clima, ele falou, um inglês impecavelmente italiano. 'Peço desculpas por esta noite inclemente — embora eu esteja aqui há um ano, acho muito idiotamente difícil me orientar, tenho estado em volta da Tom [Tom Tower] como um tee-toe-tum, muito enlouquecedor — onde o nosso querido Deão costuma ficar?' Ele me agradeceu profusamente, ergueu o chapéu-coco com um sorriso deslumbrante e se lançou em direção ao Deão, um diplomata oriental que saiu para deixar um cartão de visita cravejado de joias. 'Jesus', disse Evvers, 'o que é isso?' "Ele é o esteta de Oxford", informei-o, "um vitoriano, seus aposentos em Meadow são amarelo-limão e ele fica na sacada lendo seus poemas por um megafone para os passantes, e ele pertence ao Hypocrites' Club com Brian Howard, Robert Byron, Evelyn Waugh e toda aquela turma. Eles se autodenominam Geração Pós-Guerra e usam corações nas lapelas, em oposição ao grupo de Rupert Brooke do pré-guerra, que se autodenominava The Souls. Dizem que eles comem recém-nascidos cozidos em vinho.:260f | ” |

Williams também descreveu a crítica de Acton sobre O Retrato de Dorian Gray no jornal estudantil de Oxford, Cherwell: "um livro encantador para meninos; sugerimos uma edição barata para caber confortavelmente no bolso de um blazer escolar"; e resumiu a abordagem modernista de Acton à literatura: "Mas se encontrarmos as palavras, meus queridos, há beleza em um pudim quimado".:314
Em Oxford Acton liderou o Railway Club, que incluía: Henry Yorke, Roy Harrod, Henry Thynne, 6.º Marquês de Bath, David Plunket Greene, Harry Fox-Strangways, 7.º Conde de Ilchester, Michael Parsons, 6.º Conde de Rosse, John Sutro, Hugh Lygon, Brian Howard, Bryan Guinness, 2.º Barão Moyne, Patrick Balfour, 3.º Barão Kinross, Mark Ogilvie-Grant e John Drury-Lowe.

#### Influência sobre Waugh
Evelyn Waugh povoou seus romances com personagens compostos baseados em indivíduos que ele conhecia. Acton é conhecido por ter inspirado, pelo menos em parte, o personagem de "Anthony Blanche" no romance Retorno a Brideshead (1945) de Waugh. Em uma carta a Lorde Baldwin, Waugh escreveu: "Há um sodomita que às vezes aparece em meus romances sob vários nomes — era 2/3 Brian [ Howard ] e 1/3 Harold Acton. As pessoas acham que era tudo Harold, que é um homem muito mais doce e sensato [do que Howard]".:505 Waugh também escreveu: "Os personagens em meus romances, frequentemente identificados erroneamente com Harold Acton, foram em grande parte inspirados em Brian Howard".

### Anos posteriores
Em 1926, Acton atuou como um policial especial durante a greve geral, apolítico como era, e se formou. Em outubro, ele alugou um apartamento em Paris, no Quai de Bourbon, 29, e teve seu retrato pintado por Pavel Tchelitcheff. Movendo-se entre Paris e Londres nos anos seguintes, Acton procurou encontrar sua voz como escritor. Em 1927, ele começou a trabalhar em um romance, e um terceiro livro de poemas, Five Saints and an Appendix, foi lançado no início do ano seguinte. Isso foi seguido por uma fábula em prosa, Cornelian, em março. Em julho, Acton atuou como padrinho no casamento de Evelyn Waugh com a Honorável Evelyn Gardner. Declínio e Queda, de Waugh, trazia uma dedicatória a Acton "em homenagem e afeição", mas quando o próprio romance de Acton — desastrosamente intitulado Humdrum — apareceu em outubro de 1928, foi criticado em comparação com Declínio e Queda por críticos como Cyril Connolly.
No final da década de 1920, Harold frequentou o salão londrino de Lady Cunard, onde em vários momentos encontrou Ezra Pound, Joseph Duveen e o romancista irlandês George Moore. Em visitas à Florença, ele consolidou sua amizade com Norman Douglas, que escreveu uma introdução à tradução de Acton de um lúbrico livro de memórias do século XVIII de Gastão de Médici, The Last of the Medici, impresso privadamente em Florença em 1930 como parte da Série Lungarno. Uma quarta coleção de poemas, This Chaos, foi publicada em Paris pela amiga de Acton, Nancy Cunard, embora a tradução de Giangastone apontasse para uma direção mais promissora. A história de fato se provaria muito mais agradável para Acton do que a poesia. Seu The Last Medici (não confundir com o livro anterior de título semelhante) foi publicado pela Faber em 1932, o primeiro de uma série de contribuições distintas aos estudos históricos italianos.
Um observador atento, Alan Pryce-Jones, sentiu que a vida em Florença pesava sobre Acton com sua trivialidade, pois, como seu pai, ele era um trabalhador árduo e um estudioso cuidadoso. O Oriente era uma fuga. Ele fixou residência em Pequim, que achou agradável. Estudou língua chinesa, drama tradicional e poesia. Entre sua chegada em 1932 e 1939, publicou traduções respeitadas de O Leque da Flor de Pessegueiro e Poesia Chinesa Moderna (1936), ambos em colaboração com Ch'en Shih-hsiang, e Famosas Peças chinesas (1937) em colaboração com LC Arlington. Seu romance Peonies and Ponies (1941) é um retrato nítido da vida de expatriado. Ele traduziu cola e Verniz (1941), selecionado do livro Contos para Ensinar o Mundo, do escritor Feng Menglong, do século XVII, com prefácio de Arthur Waley, o principal acadêmico-tradutor e membro do Grupo de Bloomsbury.
A Segunda Guerra Sino-Japonesa eclodiu em 1937, mas Acton só partiu em 1939, quando retornou à Inglaterra e se juntou à Força Aérea Real como oficial de ligação. Serviu na Índia e no que era então o Ceilão, e depois, após a Libertação, em Paris. Quando a guerra terminou, retornou a Florença. La Pietra havia sido ocupada por soldados alemães, mas ele rapidamente a restaurou à sua verdadeira glória.

## Prêmios
Acton foi nomeado Comandante da Ordem do Império Britânico (CBE) em 1965 e nomeado Cavaleiro em 1974. O Instituto Britânico em Florença, um importante centro da vida cultural anglo-florentina desde 1917, renomeou suas coleções para Biblioteca Harold Acton.

## Vida pessoal

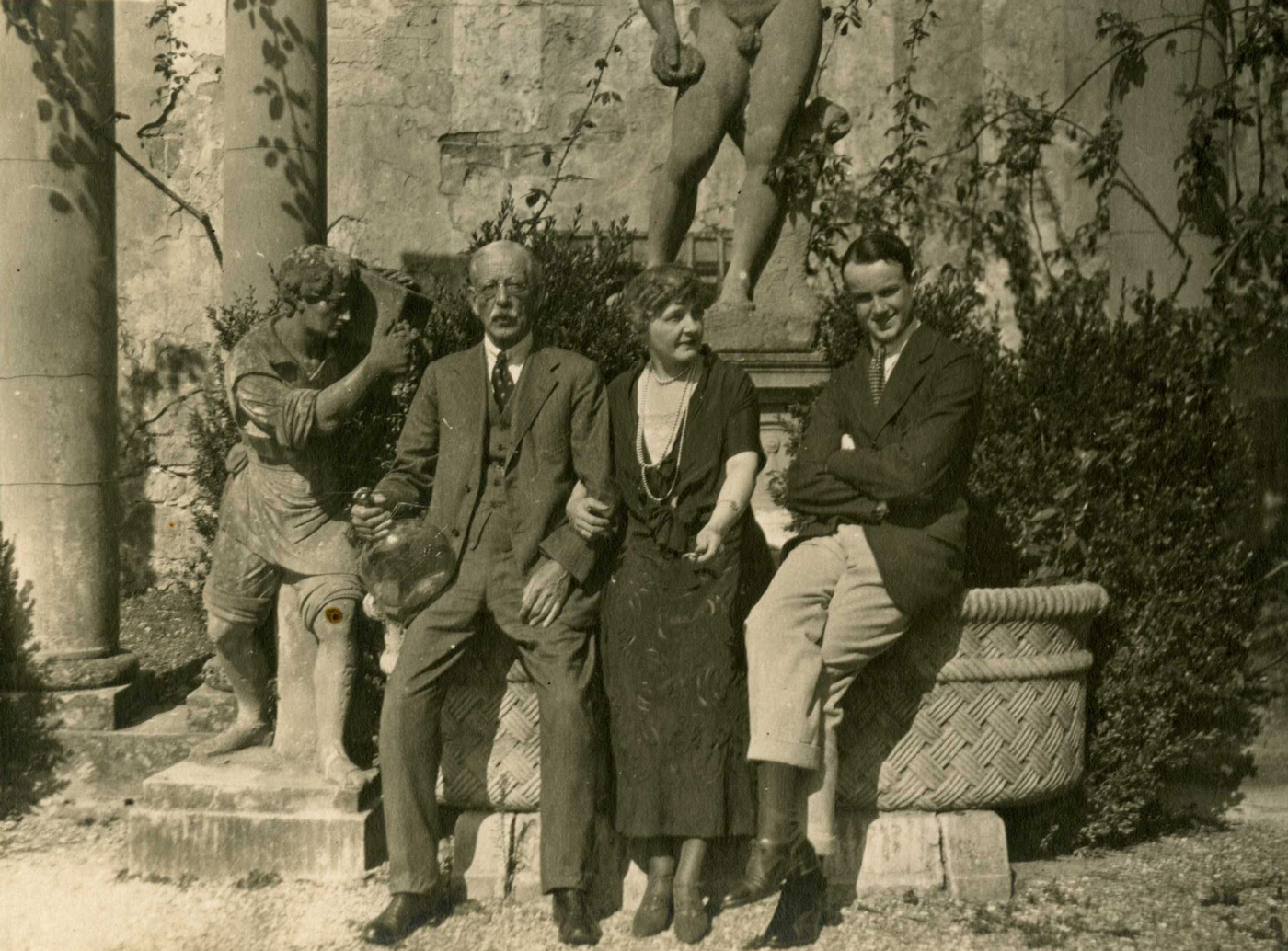
Acton (1.º esq.) com sua mãe e seu tio, Guy Mitchell, em La Pietra, c. 1920.

Acton era católico;:151f  seu compromisso cultural e histórico com a Igreja permaneceu inalterado ao longo de sua vida. O nome de Acton foi o primeiro em uma petição submetida a Roma em 1971 pela elite cultural britânica, solicitando que o rito latino tradicional da missa não fosse revogado na Inglaterra.:359  Sua mãe, a herdeira Hortense Lenore Mitchell, uma personalidade dominante em sua vida que viveu até os 90 anos, não tornou a vida fácil para ele, mas ele ainda permaneceu o filho devotado e admirador.
Acton foi um membro proeminente dos Bright Young Things na década de 1920 em Londres.

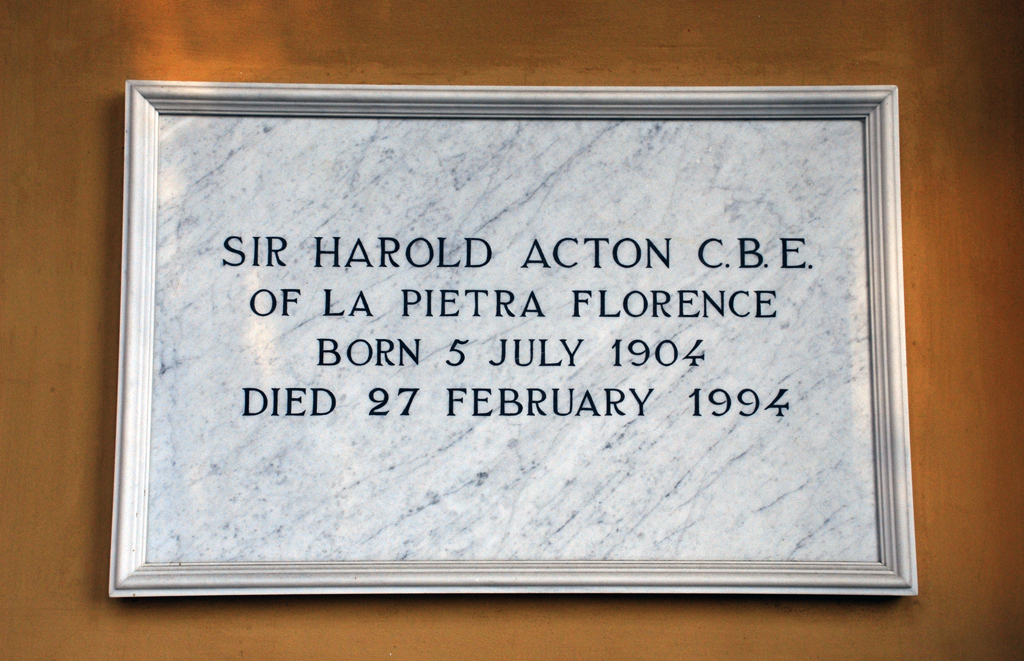
Túmulo de Acton no Cemitério Evangélico Agli Allori.

Após a morte de Acton, em resposta a um artigo de revista que especulava sobre o provável suicídio do irmão de Acton e sobre sua homossexualidade, o autor A. N. Wilson comentou: "Chamá-lo de homossexual seria interpretar mal toda a essência de seu ser" e que "Ele era mais assexuado do que qualquer outra coisa". O artigo, do escritor norte-americano David Plante, descreveu o tempo de Acton em Oxford como um "esteta-dândi viril", mas observou que, enquanto estava na China durante a década de 1930, a predileção de Acton por garotos levou a um documento governamental confidencial descrevendo-o como um "libertino escandaloso" e impediu a possibilidade de servir nos serviços de inteligência locais, quando a guerra eclodiu. Plante também descreveu os jovens que Acton acolheu em La Pietra, incluindo Alexander Zielcke, um fotógrafo e artista alemão que foi amante de Acton pelos últimos vinte e cinco anos de sua vida.
Quando Acton morreu, ele deixou a Villa La Pietra para a Universidade de Nova Iorque. Acton expressou seu desejo de que a propriedade fosse usada como um ponto de encontro para alunos, professores e convidados que pudessem estudar, ensinar, escrever e fazer pesquisas, e como um centro para programas internacionais. Após sua morte, testes de DNA confirmaram a existência de uma meia-irmã nascida fora do casamento, cujos herdeiros foram ao tribunal para contestar o legado de US$ 500 milhões de Acton para a universidade.

## Obras
- Aquarium, London, Duckworth, 1923
- An Indian Ass, London, Duckworth, 1925.
- Five Saints and an Appendix, London, Holden, 1927.
- Cornelian, London, The Westminster Press, 1928.
- Humdrum, London, The Westminster Press, 1928.
- The Last of the Medici, Florence, G. Orioli, 1930.
- This Chaos, Paris, Hours Press, 1930.
- The Last Medici, London, Faber & Faner, 1932.
- Modern Chinese Poetry (com Ch'en Shih-Hsiang), Duckworth, 1936.
- Famous Chinese Plays (com L.C. Arlington), Peiping, Henri Vetch, 1937.
- Glue and Lacquer: Four Cautionary Tales (com Lee Yi-Hsieh), London, The Golden Cockerel Press, 1941.
- Peonies and Ponies, London, Chatto & Windus, 1941; rpr. Hong Kong; New York: Oxford University Press, 1983.
- Memoirs of an Aesthete, London, Methuen, 1948; reimpresso London, Methuen, 1970.
- Prince Isidore. A novel, London, Methuen, 1950.
- The Bourbons of Naples (1734–1825), London, Methuen, 1956.
- Ferdinando Galiani, Rome, Edizioni di Storia e di Letteratura, 1960.
- Florence (com Martin Huerlimann), London, Thames & Hudson, 1960.
- The Last Bourbons of Naples (1825–1861), London, Methuen, 1961.
- Old Lamps for New, London, Methuen, 1965.
- More Memoirs of an Aesthete, London, Methuen, 1970.
- Tit for Tat, London, Hamish Hamilton, 1972.
- Tuscan Villas, London, Thames & Hudson, 1973; reimpresso como The Villas of Tuscany, London, Thames & Hudson, 1984.
- Nancy Mitford: a Memoir, London, Hamish Hamilton, 1975.
- The Peach Blossom Fan (com Ch'en Shih-Hsiang), Berkeley, University of California Press, 1976.
- The Pazzi Conspiracy: The plot Against the Medici, London, Thames & Hudson, 1979.
- The Soul's Gymnasium, London, Hamish Hamilton, 1982.
- Three Extraordinary Ambassadors, London, Thames & Hudson, 1984.
- Florence: a Travellers' Companion (introdução; textos ed Edward Chaney), London, Constable, 1986.